# Inkijkoperatie
Een inkijkoperatie is een opsporingsmethode voor de Belgische en Nederlandse politie waarbij via een discrete en heimelijke manier informatie mag worden vergaard op een private plaats buiten het medeweten of zonder de toestemming van de bewoner/eigenaar, enkel om "rond te kijken". De inkijkoperatie verschilt door zijn heimelijk karakter van een huiszoeking.
Deze opsporingsmethode werd in België ingevoerd door de Wet Bijzondere Opsporingsmethoden (de zogenaamde BOM-wetgeving) en is in Nederland opgenomen in het Wetboek van Strafvordering (Artikel 126k en r).

## België
De onderzoeksrechter dient hiervoor voorafgaandelijk en schriftelijk toestemming te verlenen. De Procureur des Konings kan volgens artikel 28septies van het Wetboek van Strafvordering géén mini-onderzoek vorderen voor een inkijkoperatie. De bedoeling van een inkijkoperatie is het zoeken naar voorwerpen met het oog op hun inbeslagneming, het verzamelen van bewijzen of het aanbrengen van bespiedingsapparatuur (geen afluisterapparatuur, hiervoor geldt andere wetgeving).  